# Negocjacje kryzysowe
Negocjacje kryzysowe – specyficzna odmiana komunikacji kryzysowej. Proces dochodzenia do porozumienia w sytuacji różnic interesów, gdzie sytuacji negocjacyjnej towarzyszą ekstremalne sytuacje i zachowania.
Negocjacje prowadzone są przez odpowiednio do tej roli przygotowanego negocjatora. Jest to osoba odpowiedzialna za nawiązanie bezpośredniego kontaktu z osobą, która doprowadziła do sytuacji kryzysowej. Proces ten zazwyczaj nie wymaga użycia siły wobec osoby, która doprowadziła to takiej sytuacji. Jest to technika służąca organom ochrony porządku publicznego do porozumiewania się z ludźmi zagrażającymi bezpieczeństwu poprzez m.in. branie zakładników, czy grożenie przeprowadzeniem ataku terrorystycznego.Negocjacje kryzysowe są niezbędną metodą także w przypadku negocjowania z potencjalnym samobójcą.
Negocjacje kryzysowe przeprowadzane są przez specjalnie wyszkolone do tego jednostki specjalne takie jak m.in.: The FBI Crisis Negotiation Unit, Singapore Police Force Crisis Negotiation Unit także Special Weapons and Tactics (SWAT) korzystało z pomocy doświadczonych specjalistów w dziedzienie negocjacji kryzysowych.